# بانيو (إيطاليا)
بانيو هيبلدية (كوميون) في مقاطعة كونيو في منطقة بيدمونت الإيطالية. تقع على بعد نحو 50 كيلومتر (31 ميل) جنوب غرب تورينو ونحو 30 كيلومتر (19 ميل) شمال غرب كونيو. تبلغ مساحتها 8.4 كيلومتر مربع (3.2 ميل2) واعتبارًا من 31 ديسمبر 2004 بلغ عدد سكانها 564 نسمة.
تقع بانيو على حدود بلديات برونديلو، مانتا، بياسكو، ريفلو، سالوزو، فيناسكا، فيرزولو.